# Bertram Brockhouse
Bertram Neville Brockhouse (Lethbridge, Canadà, 15 de juliol de 1918 — Hamilton, Canadà, 13 d'octubre de 2003) fou un físic i professor universitari canadenc guardonat amb el Premi Nobel de Física l'any 1994.

## Biografia
Va néixer el 15 de juliol de 1918 a la ciutat de Lethbridge, situada a la província d'Alberta. Va estudiar a la Universitat de la Colúmbia Britànica, on es llicencià el 1947, i a la Universitat de Toronto, on es doctorà el 1950. S'especialitzà en el comportament dels materials a temperatures extremes i, especialment, en la difracció de neutrons com a mitjà de determinació estructural. Gràcies a aquestes investigacions rebé el premi Nobel de física el 1994, juntament amb Clifford Shull.
El 1962 fou nomenat professor de la Universitat McMaster, situada a la ciutat canadenca de Hamilton, càrrec que ocupà fins al seu retir l'any 1984.
Bertram Borkhouse morí el 13 d'octubre de 2003 a la ciutat de Hamilton.

## Recerca científica
La seva recerca, iniciada a la dècada del 1940, li va permetre desenvolupar una tècnica d'anàlisi basada en la difracció de neutrons: l'ús de neutrons que xoquen amb els àtoms de la mostra que s'analitza i, en funció de com actuen, determinen l'estructura d'aquesta matèria; és a dir, permeten fer radiografies precises de la matèria i conèixer el seu interior. Aquesta tècnica desenvolupada per Brockhouse ha continuat aplicant-se per estudiar la superconductivitat en la ceràmica, catalitzadors per als tubs d'escapament dels automòbils o l'estructura dels virus.
Interessat en la física nuclear i la física de l'estat sòlid entre 1950 i 1962 treballà al Laboratori Nuclear de Chalk River.
L'any 1994 fou guardonat amb la meitat del Premi Nobel de Física per les seves contribucions, pioneres, en el desenvolupament de la difracció de neutrons per l'estudi de la matèria, i especialment pel desenvolupament de l'espectroscòpia de neutrons. L'altra meitat del premi recaigué en el nord-americà Clifford Shull per la seva tècnica de dispersió de neutrons destinada als estudis de la matèria condensada.